# Oystermouth Castle
Oystermouth Castle (walisisch Castell Ystum Llwynarth) ist eine Burgruine auf der Gower-Halbinsel im Südwesten von Wales. Die als Kulturdenkmal der Kategorie Grade I klassifizierte und als Scheduled Monument geschützte Ruine liegt auf einem Hügel über dem Ort Mumbles und überblickt die Swansea Bay. Die Ruine von Oystermouth Castle gilt als die am besten erhaltene Burg auf der Halbinsel Gower.

## Geschichte
Die Geschichte der Burg ist eng mit der Geschichte von Swansea Castle verbunden. 1106 wurde Henry de Beaumont der erste normannische Herr von Gower. Als Belohnung für seine Gefolgsleute verteilte er das fruchtbare Ackerland von seinem neuen Besitz unter ihnen und errichtete für sich selbst Swansea Castle.
Den Ort Oystermouth erhielt William de Londres, der dort eine erste Burg errichtete, die vermutlich nur aus einem einfachen Ringwall mit einer Vorburg bestand. 1116 wurde die Burg von Gruffydd ap Rhys niedergebrannt, jedoch wieder verstärkt aufgebaut. 1184 fiel die Burg an William de Beaumont, der die Herrschaft Gower samt der Burg Oystermouth jedoch im gleichen Jahr zur Begleichung von Schulden an die Krone abtreten musste. 1203 vergab König Johann Ohneland Gower an William de Braose. 1209 wurden die Ländereien Williams jedoch vom König beschlagnahmt und dem Earl of Pembroke zur Verwaltung übergeben. 1215 wurde die Burg von Rhys Ieuanc und Rhys Gryg, Verbündete des walisischen Fürsten Llywelyn ap Iorwerth erobert und zerstört. Llywelyn vergab Gower an seinen Schwiegersohn Reginald de Braose, einen Sohn von William de Braose. Nachdem Reginald jedoch 1217 einen Ausgleich mit dem König geschlossen hatte, vergab Llywelyn Gower an Rhys Gryg, der die Burgen auf Gower erneut zerstörte. 1220 übergab Llywelyn die Burg schließlich an Reginalds Neffen John, der ebenfalls eine seiner Töchter geheiratet hatte. John baute die Burg umgehend als steinerne Burg wieder auf, die für ihn und seine Nachfolger zum Hauptwohnsitz anstelle von Swansea Castle wurde. Johns Sohn William baute die Burg aufgrund der Kriege mit den walisischen Fürstentümern weiter aus. 1258 wurde die Burg vergeblich von Llywelyn ap Gruffydd angegriffen. Am 10. Dezember 1284 übernachtete König Eduard I. während seiner Inspektionsreise durch Wales in der Burg. Während des Aufstandes von Rhys ap Maredudd wurde die Burg 1287 nach zweiwöchiger Belagerung erobert, doch die Aufständischen konnten die Burg nicht halten und zogen sich nach Deheubarth zurück. Nach dem Tod von William de Braose 1326 erbte seine Tochter Alina die Burg. Nach ihrem Tod um 1331 wurde die Burg vernachlässigt, da ihr Sohn und Erbe John Mowbray sowie dessen Erben nicht mehr auf Gower residierten und ihre Verwalter wieder auf Swansea Castle wohnten.

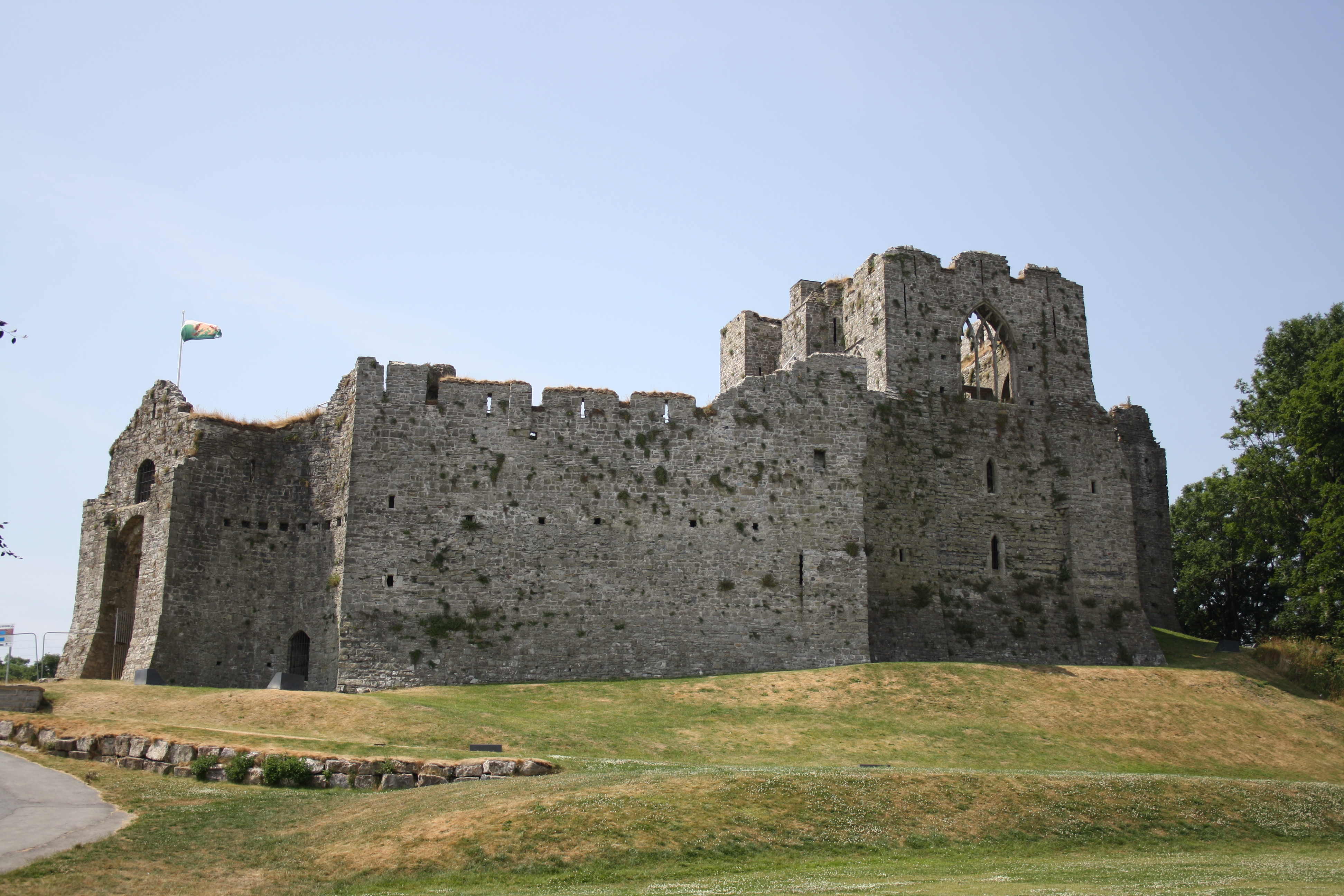
Ansicht von Osten, rechts der unter Alina de Braose im 14. Jahrhundert erbaute Kapellentrakt

Die Burg fiel schließlich an die Familie Somerset, die späteren Dukes of Beaufort, doch die Burg war bereits im 16. Jahrhundert zur Ruine verfallen. Erste Restaurierungen der Burg erfolgten in den 1840er und 1870er Jahren durch den Altertumsforscher George Grant Francis. Der 10. Duke of Beaufort verkaufte die Ruine 1927 an das Swansea Borough Council. Im Herbst 2010 begann eine aufwändige Restaurierung und Sicherung der Ruine. Die 3,1 Mio. £ teure Restaurierung brachte zahlreiche neue Erkenntnisse zur Baugeschichte und wurde im Juni 2012 abgeschlossen.
Die Ruine gehört liegt in der Pricipal Area Swansea und wird von den Friends of Oystermouth Castle, einem 1989 gegründeten lokalen Förderverein, beaufsichtigt. Die Ruine wird für zahlreiche Veranstaltungen genutzt und kann von Ende März bis Ende September besichtigt werden.

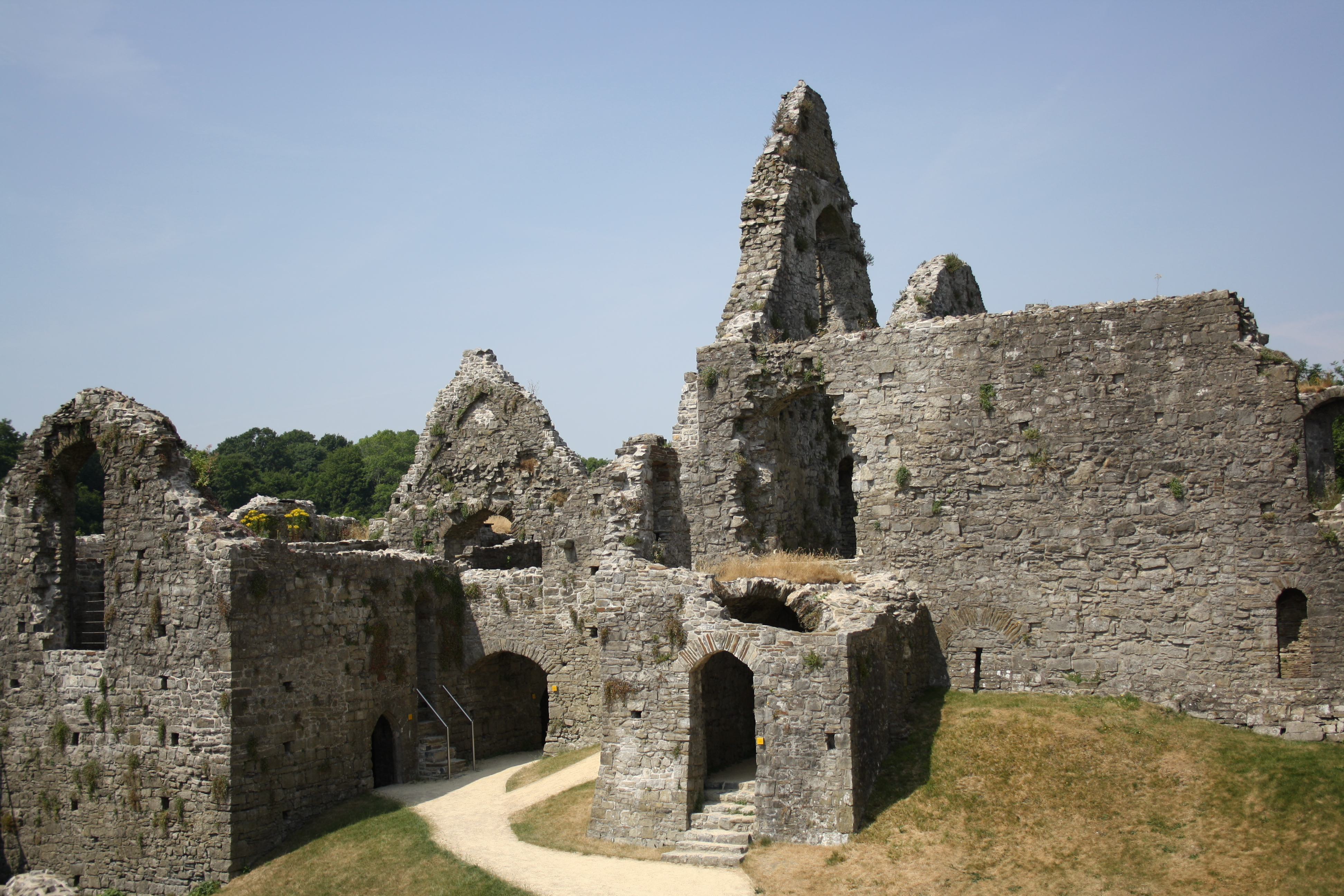
Der Burghof, rechts der ehemalige Keep

## Anlage
Die meisten der heute erhaltenen Bauten stammen aus dem 13. und aus dem frühen 14. Jahrhundert. Der älteste erhaltene Teil der Burg ist der steinerne Keep, der vermutlich schon vor 1141 errichtet wurde. Der rechteckige Turm steht auf der höchsten Stelle der Burganlage und war ursprünglich freistehend, wurde aber im 13. Jahrhundert mehrfach umgebaut und durch angrenzende Wohn- und Wirtschaftsgebäude erweitert. Im ersten Obergeschoss befanden sich ein großer Saal und dahinter die Privaträume der Burgherren. Im 13. Jahrhundert wurde die mächtige, von einem Wehrgang gekrönte Ringmauer errichtet, die die Burg im Osten und Westen umschließt. Im Süden der Burg liegt das ebenfalls im 13. Jahrhundert errichtete Haupttor. Das Tor war ursprünglich von zwei Rundtürmen flankiert, die jedoch nicht erhalten sind. Der Burghof wird heute beherrscht durch den dreigeschossigen Kapellentrakt an der Ostseite der Burg, der vermutlich zwischen 1327 und 1331 unter Alina de Braose errichtet wurde. Bei der bis 2012 durchgeführten Restaurierung wurde im zweiten Obergeschoss des Baus eine gläserne Brücke eingebaut, so dass die ehemalige Kapelle dort mit ihren aufwändig gestalteten Maßwerkfenstern heute wieder für Besucher zugänglich ist. 

## Sonstiges
Der Sage nach geht die Weiße Frau von Oystermouth auf den Wällen umher, die mit ihrem untröstlichen Geschluchze Besucher erschreckt und der Geist einer im Kerker ermordeten Frau sein soll.
Am 27. September 2013 besuchte Prinzessin Anne die Burg.